# Saint Colomban et moi
Saint Colomban et moi est un téléfilm français réalisé par Hervé Baslé diffusé le 9 octobre 1979 sur TF1 à 20h35.

## Synopsis
Francis ne cessait de faire parler de lui à Saint Colomban depuis qu'il était arrivé par voie de mer comme le fit le moine irlandais Colomban à l'époque mérovingienne. Francis était tenu pour fou, on riait de lui, on le tenait responsable de toutes les catastrophes qui avaient lieu dans le village. Un jour, il rencontre une magnifique jeune fille aussi normale que belle et qui le comprend plus que quiconque... La population voit d'un mauvais œil cette union improbable .

## Remarques
"Il est difficile de ne pas voir dans ce conte, une parabole, une espèce d'illustrations des Béatitudes : "Heureux les pauvres d'esprit... Heureux les cœurs purs..." Il est difficile également de ne pas être touché par le jeu si sincère de Michel Caccia, qui semble s'être totalement identifié, avec son regard bleu et naîf au personnage de Francis. Par contre le rôle de la jeune bossue - qui évoque irrésistiblement Zouc- dont le chant-cri-lithanie revient comme un leitmotiv, semble moins evident. sa raison d'être serait-elle de rendre plus sensible encore l'impression de solitude, de rejet qu'éprouvent ceux qui ne sont pas tout à fait comme les autres ?" Jeannick Le Tallec pour Télérama.

## Fiche technique
- Titre : Saint Colomban et moi
- Réalisation : Hervé Baslé
- Scénario : Hervé Baslé
- Musique : Louis Bessières
- Pays :  France
- Date de diffusion : 9 octobre 1979

## Distribution
- Michel Caccia : Francis Loizeau
- Anne Marbeau : Thérèse
- François Dyrek : Eugène Chauffaux
- Maurice Vallier : le recteur
- Henri Labussière : le père de Thérèse
- Julien Verdier : Jean Jugan